# Constant de Kerchove de Denterghem
Pour les autres membres de la famille, voir Famille Kerchove.
Le comte Constant Ghislain de Kerchove de Denterghem, né le 31 décembre 1790 à Gand et mort le 12 juillet 1865 à Wondelgem, est un homme politique belge. Il est le père de Charles de Kerchove de Denterghem.

## Fonctions et mandats
- Bourgmestre de Gand : 1842-1854
- Membre du Sénat belge : 1851-

## Sources
- Oscar COOMANS DE BRACHÈNE, État présent de la noblesse belge, Annuaire 1991, Brussel, 1991.
- Jean-Luc DE PAEPE & Christiane RAINDORF-GERARD, Le Parlement belge, 1831-1894. Données biographiques, Brussel, 1996.
- Guy SCHRANS, Vrijmetselarij te Gent in de XVIIIde eeuw, Gent, 1997.